# Nectria bactridioides
Nectria bactridioides är en svampart som beskrevs av Berk. & Broome 1875. Nectria bactridioides ingår i släktet Nectria och familjen Nectriaceae.   Inga underarter finns listade i Catalogue of Life.